# Baiyang He
Baiyang He (kinesiska: 白杨河) är ett vattendrag i Kina. Det ligger i den autonoma regionen Xinjiang, i den nordvästra delen av landet, omkring 280 kilometer nordväst om regionhuvudstaden Ürümqi.
Genomsnittlig årsnederbörd är 173 millimeter. Den regnigaste månaden är juli, med i genomsnitt 39 mm nederbörd, och den torraste är mars, med 5 mm nederbörd.